# Ignis Creatio
Ignis Creatio ist das erste Studioalbum der deutschen Metal-Band Pyogenesis. Es erschien im November 1992 beim französischen Label Osmose Productions und gilt als stilprägendes Werk des frühen Gothic-Metal. Aufgrund seiner stilistischen Neuartigkeit wird es vielfach als das erste Gothic-Metal-Album Kontinentaleuropas bezeichnet, weshalb Pyogenesis als Pioniere des Gothic Metal gelten.

## Stil und Bedeutung
Musikalisch verbindet Ignis Creatio Elemente aus Death Metal, Doom Metal und frühem Gothic Metal. Charakteristisch ist der Wechsel zwischen aggressivem Growl-Gesang und den von Flo V. Schwarz’ klar gesungenen, melodischen Passagen. Der schwermütig klingende Doom Metal Sound in Verbindung mit melodischen Riffs sowie dem Einsatz von cleanen und akustischen Gitarren gilt als stilprägend für die Entwicklung des Gothic Metal.
„Ignis Creatio“ vermittelt eine düstere, atmosphärische und teilweise melancholische Grundstimmung. Bei den Arrangements setzte die Band gezielt weibliche Gastvocals und damals untypische Keyboardflächen ein. Damit schafften Pyogenesis eine Klangkulisse, die sich deutlich vom üblichen Death- oder Doom-Metal-Sound jener Zeit abhob. Dieser innovative Ansatz trug dazu bei, einen neuen Sound zu etablieren, der für viele nachfolgende Bands im Gothic-Metal-Bereich wegweisend war. Songs, wie „Still Burn In Fire“ und „Like Tears (In the Dust)“ gelten als exemplarisch für die charakteristische Mischung aus Härte und Melodie des Albums.

## Veröffentlichung
Obwohl das Werk heute meist als Album geführt wird, wurde es von der Band ursprünglich als EP mit vier Songs und einem Outro konzipiert. Die Plattenfirma Osmose entschied sich jedoch, es aufgrund seiner Gesamtspielzeit von über 31 Minuten als vollwertiges Album zu verkaufen. Es blieb das einzige Pyogenesis-Album für Osmose. Die Reinzeichnung des eigentlich vorgesehenen Titels Ignis Creatio wurde vom Label versehentlich nicht ins Coverlayout integriert. Daher wird das Album in manchen Quellen fälschlicherweise als selbstbetiteltes Debütalbum (Pyogenesis) bezeichnet.

## Aufnahme und Produktion
Das Album wurde von Falk Gruber im Mainstreet Studio in Fautspach innerhalb von fünf Tagen aufgenommen und gemischt. Aufgrund des knappen Budgets und der begrenzten Zeit musste die Band kleinere, aber hörbare Spielfehler auf den finalen Aufnahmen belassen.

## Live & Tourneen
Pyogenesis spielen das von vielen Fans als Kultalbum verehrte Werk bei ausgewählten Konzerten und Festivals immer wieder in voller Länge live. So zum Beispiel 2017 in Düsseldorf, Kyjiw und Moskau, 2023 in den Niederlanden und 2025 in Mexiko.

## Titelliste
1. Still Burn in Fire – 6:27
2. Like Tears (In the Dust) – 6:58
3. On Soulwings – 9:22
4. Underneath Orion’s Sword – 5:33
5. Ignis Creatio – 2:59 (Outro)

## Besetzung
- Flo V. Schwarz – Gesang, Gitarre, Keyboards
- Tim Eiermann – Gesang, Gitarre
- Joe Azazel – Bass
- Pit Muley – Schlagzeug
- Martha Gonzales-Martin – weiblicher Gastgesang

## Wiederveröffentlichungen
- 2013: 20th Anniversary Edition (CD & LP, remastered mit drei Bonustracks)[6]
- 2022: 30th Anniversary Edition unter dem Titel The Origin of Fire (Gatefold-Vinyl, marmoriertes Vinyl, inkl. drei Bonustracks)[6][7]

## Rezeption
Ignis Creatio wurde in der Metal-Szene überwiegend positiv aufgenommen. Rezensenten hoben insbesondere die innovative Klangmischung und den stilistischen Bruch gegenüber etablierten Death- und Doom-Metal-Konventionen der frühen 1990er-Jahre hervor. Auch das Online-Magazin Antichrist Magazine würdigte das Werk rückblickend als wegweisend für die Entwicklung des europäischen Gothic Metal.